# Carlos Peña (baseballista)
Carlos Felipe Peña (ur. 17 maja 1978) – dominikański baseballista, który występował na pozycji pierwszobazowego.

## Przebieg kariery
Peña studiował na Northeastern University, gdzie podczas dwóch lat gry w zespole uniwersyteckim Northeastern Huskies uzyskał średnią 0,324 i zdobył 24 home runy. W 1998 został wybrany w pierwszej rundzie draftu z numerem 10 przez Texas Rangers. Zawodową karierę rozpoczął w zespole GCL Rangers (poziom Rookie), następnie występował w Savannah Sand Gnats (Class A) i Charlotte Rangers (Class A), gdzie spędził również sezon 1999. W 2000 grał na poziomie Double-A w Tulsa Drillers, w barwach którego rozegrał 138 meczów uzyskując średnią 0,299. Sezon 2001 rozpoczął od występów w Oklahoma RedHawks z Triple-A.
Po rozegraniu 119 spotkań w RedHawks, w których zdobył 24 home runy i zaliczył 74 RBI, 5 września 2001 zanotował debiut w Major League Baseball w meczu przeciwko Minnesota Twins. W styczniu 2002 w ramach wymiany przeszedł do Oakland Athletics, zaś w lipcu tego samego roku do Detroit Tigers. Odejście Peñi z Athletics do Tigers zostało przedstawione w filmie „Moneyball” z Bradem Pittem w roli głównej. 6 lipca 2002, w swoim debiucie w Tigers, w meczu z Boston Red Sox zaliczył 3 odbicia (w tym 2 double) i 2 RBI. 19 maja 2003 w meczu z Cleveland Indians zdobył 3 home runy (w tym swojego pierwszego grand slama w MLB) i zaliczył 7 RBI, zaś 24 maja 2004 w spotkaniu z Kansas City Royals został czwartym w historii klubu baseballistą, który zaliczył 6 odbić w dziewięciozmianowym meczu.
W kwietniu 2006 został zawodnikiem New York Yankees, zaś w sierpniu 2006 Boston Red Sox. W styczniu 2007 podpisał kontrakt z Tampa Bay Devil Rays. Jako zawodnik tego klubu zdobył Silver Slugger Award, Gold Glove Awrd i został wybrany do składu AL All-Star Team. Ponadto w sezonie 2009 zdobył najwięcej home runów w American League (39). Grał jeszcze w Chicago Cubs, Houston Astros, Kansas City Royals, a zawodniczą karierę zakończył w Texas Rangers.

## Nagrody i wyróżnienia
| Nagroda/wyróżnienie  | Lata | Źródło |
| All-Star             | 2009 | [ 2 ]  |
| Gold Glove Award     | 2008 | [ 2 ]  |
| Silver Slugger Award | 2007 | [ 2 ]  |